# Автошлях Т 0219
Автошля́х Т 0219 — автомобільний шлях територіального значення у Вінницькій області. Пролягає територією Хмільницького, Літинського, Калинівського та Липовецького районів через Стару Гуту — Калинівку — Турбів. Загальна довжина — 64,8 км.

## Маршрут
Автошлях проходить через такі населені пункти:
| Автошлях Т 0219    |           |
| Вінницька область  |           |
| Хмільницький район |           |
| Стара Гута         | Т 0610    |
|                    | Р31       |
| Літинський район   |           |
| Пиківська Слобідка |           |
| Майдан-Бобрик      |           |
| Калинівський район |           |
| Гущинці            |           |
| Калинівка          | E583М21   |
| Рівнинне           |           |
| Липовецький район  |           |
| Нова Прилука       |           |
| Турбів             | Р33Т 0203 |